# Макефу
Макефу (англ. Makefu) — деревня, расположенная в северо-западной части острова Ниуэ (владение Новой Зеландии) на юге Тихого океана. Является административным центром одноимённого округа.

## Географическая характеристика
Деревня Макефу расположена, примерно, в 4 км севернее столицы Ниуэ. Ближайший населённый пункт — деревня Туапа, находится в 1 км северо-западнее.
Высота центра деревни над уровнем моря равна 33 м.

## Население
Население, согласно данным переписи населения 2011 года, составляет 69 человек.
| Динамика изменения численности населения Макефу | Динамика изменения численности населения Макефу | Динамика изменения численности населения Макефу | Динамика изменения численности населения Макефу | Динамика изменения численности населения Макефу | Динамика изменения численности населения Макефу |
| Год                                             | 1986                                            | 1997                                            | 2001                                            | 2006                                            | 2011                                            |
| ----------------------------------------------- | ----------------------------------------------- | ----------------------------------------------- | ----------------------------------------------- | ----------------------------------------------- | ----------------------------------------------- |
| жителей                                         | 124                                             | 95                                              | 87                                              | 62                                              | 69                                              |